# 陳樹屏
陳樹屏（1862年—1923年），字建侯，号介庵，晚年号戒安，安徽望江縣凉泉乡陈家冲人。清朝政治人物。
光緒十七年（1891年），鄉試中舉人，次年登進士，五月改翰林院庶吉士。光緒二十年四月，散館，著以知县即用，官江夏縣知縣，歷任廣西融縣、羅田縣知縣。光緒二十四年，任隨州知州。光緒二十九年，升蕲州知州。次年，升任武昌府知府。
宣統三年（1911年）時擔任湖北布政使，當時湖廣總督瑞澂由漢口俄租界獲得了新軍革命黨人名冊，樹屏建言，要公開將名冊燒毀，以安軍心，瑞澂不聽，斬殺彭楚藩、劉復基、楊洪勝三人，革命黨人當夜遂反，是為武昌起義，瑞澄縋城而走，「悔不用其言」。